# المدام (الشارقة)

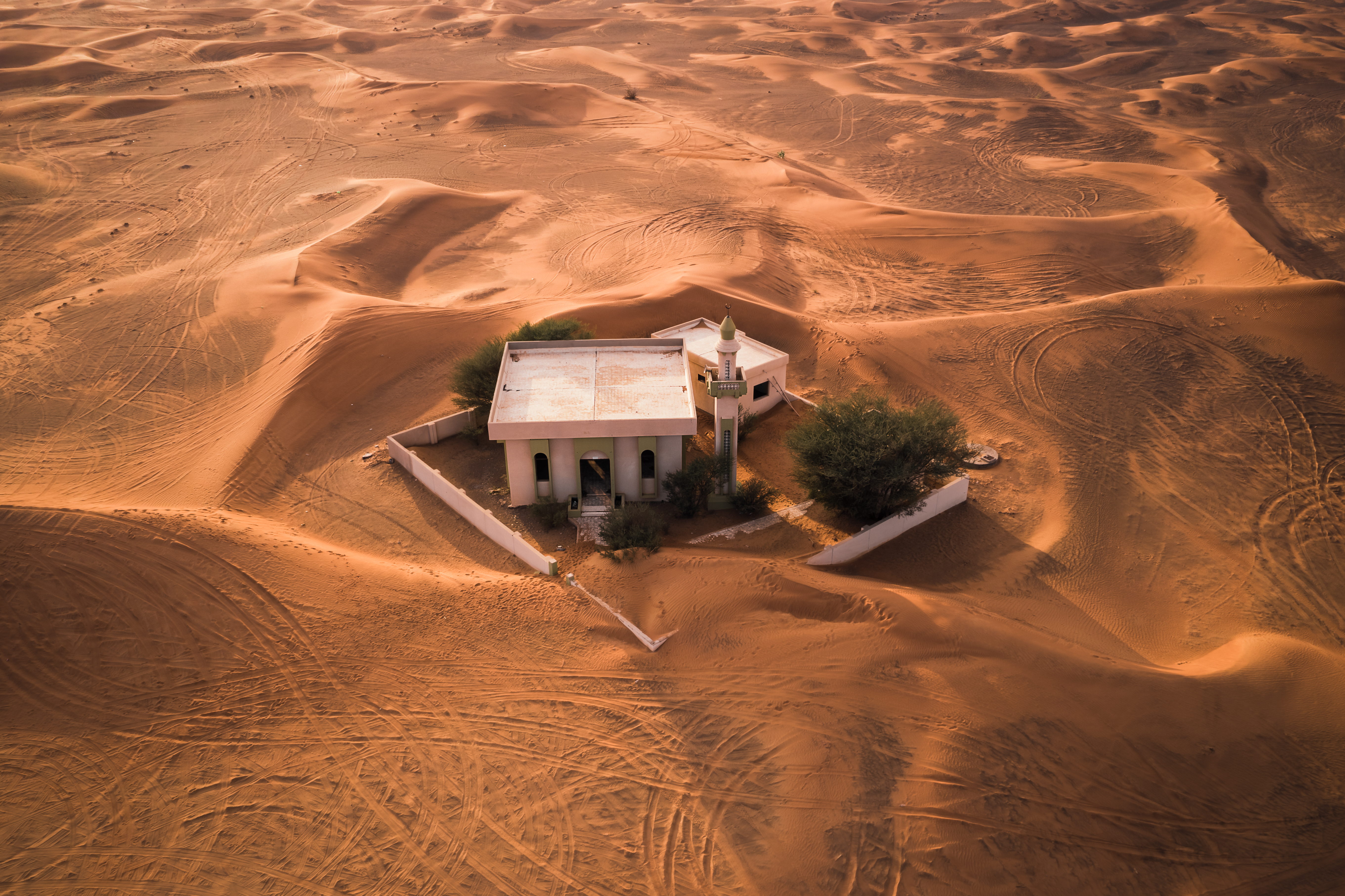
مسجد قرية المدام المهجورة

ٱلْمَدَام هي بلدة داخلية تقع في إمارة الشارقة، الإمارات العربية المتحدة. تقع عند تقاطع طريق دبي - حتا (E44) ومليحة - شويب (E55)، وقد تمحور تطورها بشكل رئيسي حول روابط الطرق هذه وحركة المرور على الطرق عبر حتا إلى سلطنة عمان. انخفض حجم حركة المرور إلى عمان عبر المدام وحتا

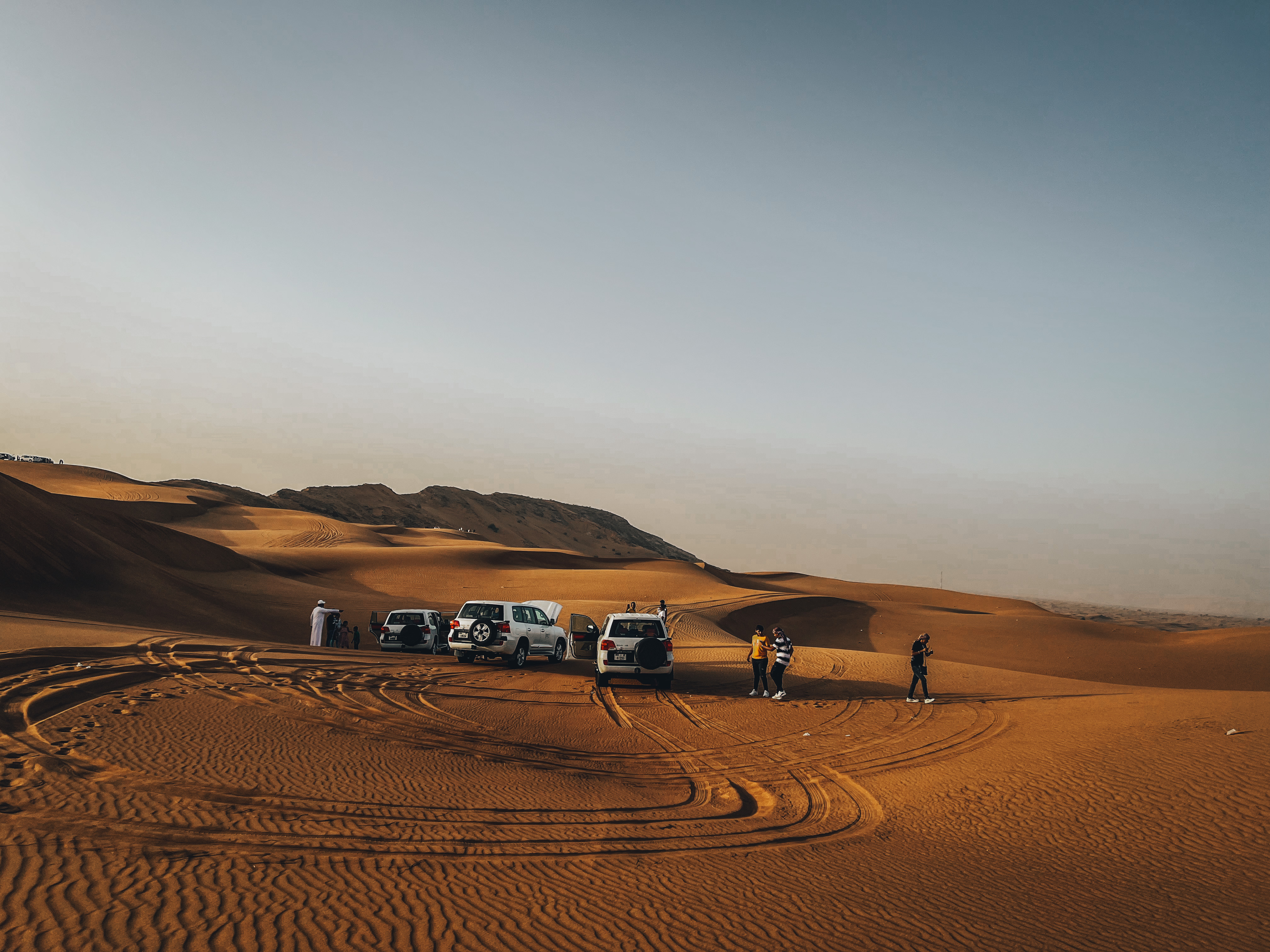
صحراء المدام

منذ إغلاق الحدود العمانية «الناعم» في محضة في عام 2016، على الرغم من أن حجم حركة المرورية لا يزال عند حوالي 5000 مسافر يوميًا. الطريق من المدام إلى حتا مفتوح الآن فقط لمواطني الإمارات العربية المتحدة وسلطنة عُمان وحاملي التصاريح.
تضم المنطقة قرية مهجورة مكونة من منازل غطتها الرمال جزئياً، كانت قد بنيت في منتصف السبعينات كجزء من مشروع إسكان عام بعد تشكل دولة الإمارات العربية المتحدة، ومع ذلك وبعد عشرين عاماً، غادر جميع السكان القرية ويعتقد أن السبب المحتمل للهجرة هو صعوبة العيش مع الظروف الطبيعية القاسية والعواصف الرملية القوية، وقد أصبحت القرية مسرحاً للقصص الشعبية والأساطير التي تتحدث عن الأحداث الغامضة بعد أن هجرها سكانها مما جعلها موقعاً يجذب الإهتمام إليها.